# さくらシュトラッセ
『さくらシュトラッセ』(Sakura Strasse)は、2008年1月25日にぱれっとより発売された18歳未満購入禁止のパソコン用ゲームソフト（アダルトゲーム）、および作品の舞台となる架空の地名。略称は『さくラッセ』。ファンディスク『さくらんぼシュトラッセ』が2008年8月29日に発売（同月開催の「コミックマーケット74」にて先行販売）。

## 概要
2007年4月21日に、ぱれっと公式ウェブサイトとエンターブレイン刊行の月刊アダルトゲーム雑誌「TECH GIAN」6月号付録小冊子にて初公開された。同年8月17日の「コミックマーケット72」では、ぱれっとブースにて登場キャラクターの描かれたバスタオルやタンブラー、テレカ下敷きセットが販売され、購入者には「さくらシュトラッセ ぱれ本 特別号」と「各キャラクタースティックポスター」が配布された。同年12月29日の「コミックマーケット73」では72とは異なるバスタオル、タンブラーが出展された。
ぱれっとの第7作目にあたる作品であり、制作スタッフは第5作『もしも明日が晴れならば』（もしらば）と同一（原画：くすくす、シナリオ：NYAON、音楽：樋口秀樹、BURTON）。ただし、第6作『えむぴぃ』の原画を描いたたまひよも一部イラストを担当している。『もしも明日が晴れならば』は重くシリアスな内容だったのに対し、本作は明るいコメディ風の作品である。「さくらシュトラッセ」と呼ばれる通り沿いにある洋食レストラン「かもめ亭」を舞台としたファンタジー系恋愛アドベンチャーゲームで主要なヒロインの数は4人。
なお、全ヒロインエンドをクリアすると、タイトル画面が変わり、さらにおまけとして「全キャラの立ち絵ギャラリー」と「メインヒロイン4人＋クラウディア・クリスの声優フリートーク」を観賞できる。
次作である『晴れときどきお天気雨』とは世界観の一部を共有しており、共通ルートで本作の舞台である「美園市」の駅前からレポーターが天気予報を伝えるシーンがある。その際の主人公の台詞から、本作の舞台である美園市と次作の舞台である御凪町は同じ県内にあることが分かる。
また、本作品のビジュアルファンブックがイベントにて発売された。

### タイトル
Strasseはドイツ語で「道、通り、街路」を表す語で英語のstreet（ストリート）に相当する。ただし発音は正確には「シュトラッセ」ではなく「シュトラーセ」が近い。また、タイトルロゴマークの下部に書かれているEine Liebesgeschichte in "Sakura Strasse"（アイネ・リーベスゲシヒテ・イン・サクラ・シュトラーセ）は和訳すると「さくら通りの恋物語」となる。なお、この表示は発表当初Eine Liebegeschichte in "Sakura Straße"となっていた（Liebesgeschichte「恋物語、恋愛話」の語中のsが足りず、Strasseがßを用いたドイツ語本来のStraßeという綴り）。

### 商品特典
予約特典としてゲーム中の音楽を収録したサウンドトラックが付属され、メーカー公式ウェブサイトでの通信販売特典としては、ラジオ番組「ほめられてのびるらじおPP」さくらシュトラッセ特別編を収録したCDが付属。また、ソフマップとメッセサンオーではそれぞれ登場ヒロインの「マリー」「ルゥリィ」が描かれたベッドシーツが付属された。

## あらすじ
ある港街「美園市」の片隅にある小さな商店街に「さくらシュトラッセ」と呼ばれる通りがあった。
その通りの一角にある洋食屋「かもめ亭」の長男として生まれ育った少年「綾瀬春美」は、ここ1年ほど親元から離れ、遠くの街で働きながら1人暮らしをしていた。
しかし、父が他界した後1人で店を切り盛りしていた母親が倒れる。幸い命に別状はないものの、暫くの間は入院生活をつづけなければならなくなる。
柱を失った「かもめ亭」を守るため、春美は3代目オーナーシェフとして出発することを決意する。しかし、料理人として未熟な彼ではお客様の満足を得ることはできなかった。
努力を重ねたものの、一向に状況が改善しない春美の前にドイツ人の女の子、マリーが現れる。一生懸命で、気立てが良くて、料理が上手だったが、実は彼女は魔女だった。

## 登場人物

### メインキャラクター
綾瀬 春美（あやせ はるみ）
本編の主人公であるハンサムな少年。かもめ亭(Restaurant Möwe)の3代目オーナーシェフを務める。実の母親は物心付く前に他界、初代オーナーシェフだった父親も交通事故で亡くしている。以前はさくらシュトラッセのある美園市の「美園学園」に通っていたが、1年前にプロの料理人を目指すべく学園を中退し、遠く離れた都会のホテルの厨房で働いていた。
2代目オーナーシェフである育ての母親「美咲」が倒れたことを知ったあと、それまでの勤務先を辞め、亡き父親の形見でもある「かもめ亭」を継ぐことを決意する。料理することは好きだがまだまだ経験が浅く、料理人としての実力は両親に比べ6割ほどしかない。そのため客たちを満足させられずにいる。
「春美」という自分の名前が女っぽいことが気に入っていない。向上心や責任感が強く、喜怒哀楽の変化も大きいほうだが、やや偏屈で素直でないところがあり、相手に優しい言葉をかけることが苦手。無類の巨乳好き。また、子供の頃にひっかかれた経験から、猫も大の苦手である。またかなりの高所恐怖症でもある。本人は自覚していないが若干マザコン気味で、優佳にも指摘されている。女性相手（特に優佳）には弱く、しばしばヘタレな一面を見せることが多い。
マリー・ルーデル (Marie Rudel)
声：佐本二厘
ドイツからはるばる箒に乗ってやってきた魔法使いの少女。母国の田舎にある魔女の村のしきたりに従えないことから家族と喧嘩し、そのまま家出をして日本にやってくる。美園市の海岸沖付近を箒で飛んでいたところを航空自衛隊のF-15J戦闘機二機に発見されてしまい、警告を無視する形で飛行を続けバルカン砲で威嚇射撃され、パニックに陥って反撃した上で逃走を図ったため、交戦状態となった際、図らずもその内の一機を撃墜してしまった（パイロットはベイルアウト）。その機体が、都会から帰郷し「かもめ亭」へと向かうべく、美園市海岸の道路をバイクで疾走していた春美のすぐそばに墜落。瀕死の重傷を負い、右腕が切断されてしまった春美の体をこっそり魔法で治療した上で、大破したはずの単車も魔法で修理するも、腕を完治させることは叶わなかった。その後、生活費がなく日本で宿もとれず、春美の体を治すために魔法をかけ続ける必要があるとの理由から、「かもめ亭」にて住み込みで働くことになる。
明るく朗らかな性格の美少女で瞬く間に街の人気者となるが、極度の照れ屋でもあるため必要以上に注目されることを避けたがる。趣味は漫画やアニメを観ることで、特に『まじかるまりん』という魔法少女アニメがお気に入り。
店では春美の調理補助を担当する。もともと料理は得意なほうではあるが、最初のうちは魔法を使って店の料理を作っていた。その料理は作る時間がほとんどかからず、味も一級だったため客からの評判は良かったが、後に春美にそのような方法は邪道だと指摘されたため、それ以来厨房内での魔法使用は自粛している。
自分が魔女であるという事実は、春美以外の「かもめ亭」関係者や街の住人には内緒。魔女としての力を使うときには、肌の露出度の高い黒い装束を着て、つばの広い三角帽子を被った姿に「変身」する。なお、この服はとある友人から誕生日プレゼントとして渡されたものらしい。本人はあまり着るのは本意ではないが、プレゼントされたものだからしぶしぶ着ている。
「ルーデル」という姓は、ドイツ人っぽい姓が良いとのスタッフの意見と、件のF-15とのドッグファイトから（シーンは企画段階から存在）他候補として「リヒトホーフェン」「ハルトマン」があったが、語呂が悪く見送られた。
綾瀬 優佳（あやせ ゆうか）
声：風音
春美の義理の姉。春美からは「ゆー姉」と呼ばれる。母が倒れたことを知り、それまで通っていた大学（商学部）を休学して本格的に店の手伝いをすることになる。年上であることをいいことに、何時間も説教をしたり春美を暴力的にこきつかうことが多いが、近所の人々によれば「弟を溺愛している」とのこと。春美やマリーと違って料理が全くできないので、店ではフロアチーフと経理を担当する。（学生時代の調理実習で作ったものが産業廃棄物として処分された程。）かもめ亭の実質的な支配者であり、優佳の鶴の一声には誰も逆らえない。酒盛りが大好き。友人ともよく飲み明かすこともある。
声を担当した風音自身がぱれっと提供のラジオ番組『ほめられてのびるらじおPP』内等で「守銭奴」キャラとして確立されたためか、本編中にも優佳がお金を数えて喜ぶシーンがある。
里村 かりん（さとむら かりん）
声：桜川未央
春美の幼馴染の少女で美園学園の生徒。春美とは赤ん坊の頃の公園デビューで知り合ったらしく、春美曰く「究極に腐ってる縁」。春美のことを「みーくん」、自分のことを「ボク」と呼ぶ。無邪気で子供っぽい性格でこの年になっても春美と一緒に入浴しようとするほどである。好物はハンバーグとオレンジジュース。かもめ亭では以前からウェイトレスとしてアルバイトをしていた。食い意地が張っており、仕事中にも食べ物をねだることが多い。学園での学業成績は悪く、補習や追試の常連。
黒板にチョークで描くイラストは本物そっくりに見えるほど上手く、かなりの腕前だが、本人にはその自覚がない。
ルゥリィ (Lulli)
声：井村屋ほのか
マリーの使い魔として一緒に日本にやってきた小柄な少女。クールで可愛げがなく、やけに偉そうな態度をとり何を考えているのかわからない。本来は猫で、マリーの魔法によりいつでも変身できる能力を持つだけでなく、猫と会話することもできる。最初は春美やマリーたちが働くのをただ見物しているだけだったが、後に自らもかりんと同じウェイトレスとなる。ウェイトレスとしてはかなり頼れるが、無表情なのが玉に瑕。
猫らしくカマンベールチーズとホットミルクが好物。彼女自身のある目的により、魔女の村を飛び出したマリーに対して日本行きを提案したのはルゥリィである。犬が苦手で盲導犬でも駄目。ドライヤーも苦手である。
公式ウェブサイト上にて実施されたキャラクター人気投票において一位となったことを記念し、キャラクターグッズ化が企画され、抱き枕が作成された。

### サブキャラクター
クラウディア・クレメント (Claudia Clement)
声：一色ヒカル
マリーと同じ村の出身である魔女で、彼女の姉弟子に当たる。マリーとは逆に非常識なまでの目立ちたがり屋。悪魔を崇拝しており、闇の秘密結社をもって世界征服を行うのが目的らしい。露出度の高い魔女の服を一般人の前でも堂々と着用している。姉弟子ではあるが、魔法の実力はマリーの方が上で、勝負すると常に黒焦げになって敗北する。
金欠の状態をいいことに、かもめ亭にクリスと共にツケで毎日食事しにくる。ただし精算した例が無く、優佳とはその件や「いい歳して独り身」という同族嫌悪もあって犬猿の仲。本人の料理はお世辞にも美味いとは言えず、春美曰く「食材への冒涜」、「餌と呼ぶに相応しい味」と評されている。美人でスタイルも悪く無いがクリス曰く「人が嫌がることが大好き」で長老相手にかなり下手に出ながら小声で毒づくなど性格や言動に問題が多々ある。基本的に金欠なため、共通ルートでは商店街で手品に見せかけた本物の魔法を披露して金を稼ぐこともある。マリーを連れ戻す口実で来日後は、市内のアパートでクリストフと共に街に住み着いている様子。
クリストフ・クレメント (Cristof Clement)
声：青葉りんご
クラウディアの弟。物腰が柔らかくとても礼儀正しい上、女の子と見間違うほどの美少年。しかし気が弱い性格のため、姉の下僕のように扱われている。日本にやってきたマリーを探すよう魔女の村の長老に命じられたが、その旅に姉のクラウディアも無理やり付いてきてしまった。通常「クリス」と呼ばれる。女の子と間違われやすい為、春美と気が合う。基本的に常識人。
実は一族の決めたマリーの婚約者だったが、本人達にその気は無く、日本の学校に通ううちにクラスメートの女の子（瑠璃子）と恋仲になる。
綾瀬 美咲（あやせ みさき）
声：本山美奈
優佳の母親で、春美にとっては義母に当たる女性。7年前に春美の父と再婚した。もとは春美の父の一番弟子であり、彼の死後「かもめ亭」の2代目シェフとなった。全ての肉親を失った春美を優佳同様大切に育てた。過労により倒れ、現在一ヶ月の入院中。性格は優しくて包容力があり、入院中に「暇だから」という理由で大量のリンゴを剥いて遊ぶなど少しお茶目な所もある。かなりの若作りで未亡人ということもあって後述の江口さんを始めとする商店街の男性たちから人気があり、その度に春美が睨みを効かせている。春美曰く「（自分にとっての）女神のような人」、「誰よりも大切な人」。
『さくらんぼシュトラッセ』では退院して再びかもめ亭のメインシェフを務めている。
小野寺 早希（おのでら さき）
声：桃井いちご
「かもめ亭」の常連客である女性。優佳とは以前学園でクラスメイトだったことから親友同士。さくらシュトラッセことさくら通り商店街の一帯を所有する地元の名家の娘であり、料理に対する評価は厳しい。
江口さん
「かもめ亭」の隣に店を構えるパン屋「ベーカリーエグチ」の店主である、眼鏡をかけてちょび髭を生やした中年男性。「かもめ亭」に毎日調理用のパンを仕入れている。美人で優しい美咲に憧れを持つが妻帯者。優佳やかりんにしばしばセクハラしたり、セクハラ発言をしたりするが、2人からは軽くあしらわれたりその都度しばかれており、妻に後でお仕置きされる事も多い。そのため優佳や春美には密かに「下ネタ親父」「セクハラ親父」扱いされている。
高橋 貴史（たかはし たかし）
「かもめ亭」の常連客の一人である男性。職業は漫画家で、そこそこ人気があるらしい。春美やかりんにとっては幼い頃から良く遊んでくれた「近所のお兄さん」的存在。ルゥリィのような小さくて可愛い女の子に目がない。担当編集者の唯に片想い中。
実は『まじかるまりん』の原作者で、マリーにサインをねだられるシーンもある。優佳ルートの結婚式のシーンでフルネームが判明する。
唯
高橋の担当女性編集者。高橋と打ち合わせのため「かもめ亭」によく来店する。眼鏡をかけた理知的な女性。
長老
声：氷室百合
マリー達の村の長老。マリーの祖母で、マリー、クラウディアの魔法の師匠でもある。クラウディア曰く「老害を通り越してボケてるんじゃないかと疑いたくなるレベルの頑固者」で、かなり厳格な性格。孫であるマリーを溺愛しており、また伝統や格式を重んじる保守派のため、来日時には、日本国内にありながら西洋風の街並みのさくらシュトラッセや洋食レストランである「かもめ食堂」にもかなり批判的な見方を示していた。
若かりし頃の戦時中には徴発のためにやって来たロシア軍相手に容赦なく攻撃魔法を浴びせた挙句、死者も複数人出した武闘派でもあるため、クラウディアは彼女をかなり恐れている。
瑠璃子
声：桃井いちご
クリスの学校のクラスメートの女の子。サブキャラとして名前が判明するのはルゥリィシナリオのみだが、一部の共通イベントでも登場する。おませで耳年増な女の子で、クリスと恋仲になる。本来の婚約者であるマリーを一方的にライバル視しており、年齢差などを引き合いに身をひくように迫るが、胸の大きさや料理の腕で負けていることは自覚している。
びすまるく
ルゥリィシナリオで登場する雄の子猫。シャンプーの匂いが僅かにした事から飼い猫だと思われたが、子猫だったためルゥリィも言葉を理解出来ず、町の野良猫たちも見た事が無く、さらに飼い主を探し回っても見つからなかったため、綾瀬家で飼う事になった。拾ってきたルゥリィは、最初アドルフ・ヒトラーを名前につけようとしていたが「危なすぎる」と春美の反対に逢い、この名前にした。名前の由来はプロイセン帝国の皇帝ビスマルク。
ぐーでりあん
ルゥリィイベントで登場する白い野良猫。ルゥリィと遊んだり春美に餌を貰うためにかもめ亭の裏口を頻繁に訪れる。名前はルゥリィが名付けたもの。ルゥリィの翻訳によれば大の犬嫌いで「クソ犬っころ」呼ばわりしている。春美の作った餌やルゥリィの事を気に入っている。
まりん
マリーの好きな架空の魔法少女アニメ『まじかるまりん』に登場する魔法少女。ぱれっとの第6作『えむぴぃ』で原画を務めたたまひよによってデザインされている。マリーによれば大好きな兄がいる。
アリス
『まじかるまりん』に登場するもう一人の魔法少女。まりんのライバル。
高月 久美子（たかつき くみこ）
春美の元クラスメートでかりんの現クラスメートの女子生徒。声のみの出演であり、本編では春美にその事をネタにされるシーンもある。かりんから春美の帰郷の報せを聞いて食事をしにやって来る。その際にグルメリポートを学園新聞に載せると述べている。本人曰く自身もバイトをしているとの事。かりんと仲が良く、かりんからは「くーちゃん」という愛称で呼ばれている。
かりんパパ
声：小池竹蔵
『さくらんぼシュトラッセ』かりん追加シナリオに登場。かりんの父親。この親にしてこの娘ありと言いたくなるバカ親で、かりんを溺愛しており春美を敵視している。
かりんママ
声：葉村夏緒
『さくらんぼシュトラッセ』かりん追加シナリオに登場。かりんの母親。夫や娘に比べれば常識人だがやはりかりんとの血縁を思わせる天然な所がある。春美には好意的で暴走する夫をたしなめる役。美咲とも仲が良い。

## 舞台・用語
美園市（みその）
本作の舞台。首都東京から遠く離れた、関東地方某県沿岸部の港町。駅前はデパートやアニメショップ、ファストフード店などがあり賑わっているが都会というほどではなく、山々と海岸線に挟まれた、春美曰く「なんの変哲もない」地方都市。
殿山地区（とのやま）
後述のさくらシュトラッセがある美園市の地区名で春美の生まれ故郷に当たる。美園市の片隅に位置しているどこにでもある平凡な住宅街。
さくらシュトラッセ
前述の殿山地区にある小さな商店街。さくらシュトラッセは愛称であり、正式名称は「さくら通り商店街」。（春美曰く）「やっちまった感のある」町おこしを目的とした再開発の結果、周囲の現代日本風の街並みとは「何かが違う」（春美談）ドイツのロマンチック街道風の通り沿いに桜並木が並ぶ、ヨーロピアンなものになっている。後述のかもめ亭の他、パン屋のベーカリーエグチ、八百屋、魚屋、果物屋などの個人商店やスーパーマーケットなどが軒を連ねている。謳い文句は「キャベツから豪邸まで、なんでも揃う48店舗」。
かもめ亭
さくらシュトラッセ通りの一角にある洋食レストラン兼自宅。かつては春美の父親がオーナーシェフを勤めていたが、交通事故死してからは再婚相手で元一番弟子の美咲、彼女が過労で入院前してからは春美が勤めているが、経理を始めとする実質的な経営は義姉の優佳が握っている。町並みによく合った洒落た内外装のレストランで店内もかなり広い。春美の父親が亡くなった際には数か月の休業を余儀なくされた。ウェイトレスの制服は通りや店の雰囲気に合わせたドイツの民族衣装風のデザインを採用している。営業時間はランチタイムは午後3時まで、ディナータイムが午後5時からになっており、ランチタイムは定食中心になっているのに対してディナーはコース料理が中心の本格的なメニューが多いのが特徴。二階席もある。見た目は洒落ているが、優香ルートの春美の解説によればレストランというよりは定食屋に近い。
ベーカリーエグチ
かもめ亭の隣にあるベーカリー。かもめ亭の料理と綾瀬家の朝食のパンは全てこの店の商品。
美園学園
かりんたちが通っている町の学園。以前は春美も通っていたが、シェフの修行のために中退した。制服は女子は茶色の吊りスカートと赤リボンのセーラー服タイプの物。
公園
かもめ亭から徒歩5分の距離にある。この場所でのラジオ体操とジョギングが春美の日課。町の名物でもある桜の樹が多く植えられており、花見スポットの一つになっている。園内の森の中には小さな教会も立っている。
美園市海岸道路
美園市郊外の海岸沿いを走るドライブウェイで、市と都心を結んでいる。後述の自衛隊機墜落事故の現場。道路を渡った先の岬には総合病院が建っており、美咲はその病院で療養している。事故の後しばらくの間は一部が通行止めになっていた。
帝都ホテル
春美が働いていた都会の高級ホテル。名称から都内にあると思われる。本編中の優佳のセリフによれば、従業員はそれなりに高給。優佳ルートの春美の解説によれば、美園市からは特急電車でも数時間はかかる遠距離にある。
魔女の村
ドイツ国内の某地方都市の片隅の森の中にある村でマリー、クリス、クラウディア、ルウリィの故郷。特急の停車駅がある中心部からは車で一時間以上かかる場所にある。隣街とは街灯もなく舗装もされて無い一本道で繋がっているだけのかなり小さな田舎町。商店と呼べるものは一軒の雑貨店だけであり、マリー曰く「文明から取り残された、携帯電話も圏外の田舎町」。住民は魔女や魔法使いばかりのため、隣街に買い出しに行く際も自動車などではなく、箒で空を飛んでいくのが一般的。閉鎖的な村であるため、マリールートで春美が訪れた際も当初はあまり歓迎しているとは言えなかった。そのこともあってかマリーは当初この村の事を嫌っていた。
かもめハンバーグ
本編の序盤で登場するかもめ食堂の定番人気メニュー。手ごねの手作りハンバーグに秘伝のアップルソースを加えもの。元々は亡き父が考案したもので、レシピを知っているのは後を継いだ美咲と春美しかいない。
マジカルまりん
作中でテレビ放送中の劇中劇。魔法少女のまりんがライバルのアリスと対立しながらも人々を守るため戦う物語でいわゆる魔法少女モノ。グッズも展開されている。原作はかもめ食堂の常連客である高橋さんが連載中の少女漫画。放送は朝の八時台。
美園市自衛隊機墜落事故
本作冒頭で描写されている航空機墜落事故。経緯は以下の通り。
某年3月30日（日曜日）夜間、航空自衛隊のレーダーが関東地方に向かって直進する不審な飛行物体を捕捉。F15J二機がスクランブル発進した。レーダーの反応が極めて微弱なため、当初はステルス機、もしくは小型機と思われた。その後不審機は領空から20マイルの時点で高度を下げたためレーダーから消失したが、自衛隊機のレーダーで捕捉。直後に目視で確認された。
既に領空侵犯していた不審な飛行物体に警告したが、従わなかったため二回に渡り威嚇射撃を行ったところ、相手がレーザー光線と見られる兵装で反撃。やむを得ず自衛隊機が誘導して進路変更させようとした直後、相手が高度を下げて逃走を図ったため、二機のうち一機が交戦状態に入った。
直後に相手側の反撃が直撃したため、エンジンストールによって制御不能に陥った戦闘機からパイロットが脱出。その後機体は美園市海岸道路に墜落し、爆発炎上した。その後飛行物体を見失ったため残りの一機も追跡を中止。警察及び消防への通報とパイロット救出のためUH-60Jの派遣が行われた。巻き添えになった車両は当初確認されなかった。警察が道路を封鎖した後、墜落現場から少なくとも200mほど離れた地点で、単車のそばで居眠りしていたと見られるライダーの男性（綾瀬春美）が駆けつけた婦警に保護されているが、男性は事故当時は居眠りしていたと証言。
パイロットは目撃した飛行物体は箒に乗った魔女にしか見えないと管制官との交信で報告しているが真相は不明。

## 制作スタッフ
- 原画 - くすくす
- シナリオ - NYAON
- 音楽 - BURTON、樋口秀樹(Tynwald music)
- 主題歌ボーカル - WHITE-LIPS、橋本みゆき
  - 本編OP曲「秘密レシピ」
    - 作編曲：鈴木マサキ、歌・作詞：橋本みゆき

  - 本編ED曲「Little Riddle」
    - 作詞・作曲・編曲：樋口秀樹、歌：WHITE-LIPS

  - 本編挿入歌「Rat-a-tat」
    - 編曲：影家淳、作曲：BURTON、歌・作詞：橋本みゆき

  - 本編挿入歌「四葉のクローバー」
    - 作詞・作曲・編曲：樋口秀樹、歌：WHITE-LIPS

  - 『さくらんぼシュトラッセ』OP曲「glorious days」
    - 作詞：橋本みゆき、作曲・編曲：鈴木マサキ、歌：橋本みゆき

  - 『さくらんぼシュトラッセ』ED曲「Puzzle」
    - 作詞・作曲・編曲：樋口秀樹、歌：WHITE-LIPS
- プロデューサー - 近藤真樹

## サウンドトラック収録曲
Disc1
01 秘密レシピ
02 碧眼の異邦人
03 春には澄んだ風を
04 太陽と景色
05 魔女の使い魔
06 今日も今日とて悪巧み
07 戦闘区域
08 出会いのとき
09 Orange Juice
10 かもめ亭にようこそ!
11 夕暮れの時間
12 ディナータイム
13 夜の風に
14 賑やかな時間
15 Cat dnace with mouse
16 明日はあっちだ
17 四葉のクローバー
Disc2
01 Rat-a-tat
02 優しい意地悪
03 遠い日の思い出
04 悲しみのクリスタル
05 触れ合う思いと心と
06 ゆるやかな時間
07 不思議の国
08 焦燥と戸惑い
09 哀しい誓い
10 魔女のクッキング
11 愛は永遠に…
12 咲き乱れるは春
13 ピクニック日和
14 約束
15 月明かりの庭で
16 月明かりの庭で -Piano Ver.-
17 Little Riddle
18 アイキャッチ1
19 アイシャッチ2
20 アイキャッチ3
21 アイキャッチ4
22 マリーへんし〜ん
Disc2-01「Rat-a-tat」のアレンジバージョン「Rat-a-tat 〜Instrumental〜」が2008年4月14日より、Disc2-15「月明かりの庭で」のアレンジバージョン「月明かりの庭で 〜Ethnic Arrangement Ver〜」が5月19日より、Disc1-11「夕暮れの時間」のアレンジバージョン「夕暮れの時間 〜Dance Arrangement Ver〜」が6月16日より、Disc1-05「魔女の使い魔」のアレンジバージョン「魔女の使い魔 〜Piano Arrangement Ver〜」が7月7日より公式ウェブサイトにてダウンロード配布されている。